# Já, Carambus
Já, Carambus (v anglickém originále I, Carumbus) je 2. díl 32. řady (celkem 686.) amerického animovaného seriálu Simpsonovi. Scénář napsal Cesar Mazariegos a díl režíroval Rob Oliver. Mike Duncan působil jako konzultant římské historie. V USA měl premiéru dne 4. října 2020 na stanici Fox Broadcasting Company a v Česku byl poprvé vysílán 1. února 2021 na stanici Prima Cool.
Jako host v dílu účinkuje Joe Mantegna v roli Gorda Antonia a Michael Palin jako kurátor muzea. Díl vypráví o tom, jak se Simpsonovi učí o starověkém Římě. Byl přijat pozitivně a ve Spojených státech jej v premiéře sledovalo 1,51 milionu diváků.

## Děj
Rodina Simpsonových navštíví Springfieldské muzeum historie s římskou expozicí. Marge kárá líného Homera kvůli nedostatku ambicí, když přiznal, že se vyhnul možnosti na povýšení. Kurátor muzea zaslechne jejich hádku a začne vykládat příběh o Obeseu Širokém (ztvárnil Homer), syna chudého sedláka.
Po letech dřiny se z Obesea stane silný muž. Jeho otec Abus (ztvárnil Abe Simpson) ho však prodá otrokáři Gordu Antoniovi (ztvárnil Tlustý Tony), který Obesea vyslal do gladiátorského souboje. Obeseovi se jako gladiátorovi daří a upoutá pozornost dcery svého pána – Marjory (ztvárnila Marge), se kterou otěhotní. Její otec Gordus Obesea osvobodí, aby se s Marjorou oženil, a jako dárek Obeseus dostane bývalé otroky Gorda.
Obeseus podniká v prádelně, která kvůli jeho nevšímavosti léta skomírá. Když mu ambiciózní Marjora řekne, aby dal podnik zpátky „do kupy“, navrhnou Obeseovi otroci, aby získávali nedostatkový amoniak (používaný při praní) umístěním amfor, kde se zákaznici mohou vymočit a pomoci tak se získáváním amoniaku, před podnik. Amiciózní Marjora přesvědčí svého manžela, aby kandidoval do senátu. Císař Quimbus (ztvárnil starosta Quimby) se Obeseově žádosti vysměje, ale jeho politicky adoptovaný syn senátor Montimus (ztvárnil Burns) nabízí Obeseovi senátorský post, pokud Quimba zavraždí.
O deset let později se stal Obeseus mocnějším a obéznějším. Marjora však touží ještě po větší moci, zabije císaře Montima a na trůn dosadí svého vlastního syna Bartigulu (ztvárnil Bart). Bartigulovi „stoupla moc do hlavy“ a prohlašuje se za boha. Korpulentní Obeseus je však nespokojen s vládou svého syna Bariguly. Následný boj způsobí smrt otce i syna, zděšená Marjora se proto otráví jedem.
Když se Simpsonovi v reálném životě dohadují o příběhu, kurátor běduje nad tím, že lidstvo do muzeí pouští pitomce.
Během závěrečných titulků sledují řečtí bohové hádku Simpsonových a Zeus tvrdí, že to seriál Simpsonovi už brzo zabalí.

## Produkce
Propagační plakáty k epizodě byly vydány dne 30. září 2020.

### Původní znění
Dne 25. července 2020 bylo během panelové diskuse seriálu na Comic-Con @ Home oznámeno, že ve 32. řadě bude hostovat Michael Palin. Později bylo odhaleno, že vystoupí v tomto dílu jako kurátor muzea. Joe Mantegna se také v epizodě objevil jako Gordus Antonius (Tlustý Tony), ačkoli to nebylo oznámeno na conu.
Michael Palin hovořil pozitivně o svých zkušenostech s prací na epizodě. Sdělil, že bylo „báječné“ být požádán a že se těší, až uvidí vzhled své postavy po nahrání. „To, že jsem byl požádán, abych hostoval v Simpsonových, je skoro jako jít do Buckinghamského paláce, až na to, že to není tak vtipné!“ řekl Palin s odkazem na skutečnost, že byl před rokem povýšen na rytíře. Dále řekl: „Všechno je to hotové velmi rychle, efektivně a vy jste součástí seriálu.“

### České znění
Režisérem a úpravcem dialogů českého znění byl Zdeněk Štěpán, díl přeložil Vojtěch Kostiha. Hlavní role nadabovali Vlastimil Zavřel, Martin Dejdar, Jiří Lábus a Ivana Korolová. České znění vyrobila společnost FTV Prima v roce 2020 v holešovickém studiu Babidabi. Jedná se o první díl, ve kterém ředitele Seymoura Skinnera v českém znění daboval Petr Stach namísto Dalimila Klapky.

## Přijetí

### Sledovanost
Ve Spojených státech díl v premiéře sledovalo 1,51 milionu diváků.

### Kritika
Tony Sokol, kritik Den of Geek, napsal: „Je to jedna z mnoha epizod, která je zábavnější při opakovaném zhlédnutí. Nezpůsobí to více smíchu, ale reference budou vypadat chytřeji. Je zde trochu moc respektu a ohleduplnosti k historickým vtipům než ve většině podobných dílů,“ a ohodnotil Já, Caramba 4 z 5 hvězdiček.